# کوون کیونگ-وون
کوون کیونگ-وون (انگلیسی: Kwon Kyung-won؛ زادهٔ ۳۱ ژانویهٔ ۱۹۹۲) بازیکن فوتبال اهل کره جنوبی است.که در باشگاه فوتبال سوون در پست مدافع بازی می‌کند.
از باشگاه‌هایی که در آن بازی کرده‌است می‌توان به باشگاه فوتبال شباب الاهلی و باشگاه فوتبال چونبوک هیوندای موتورز اشاره کرد.
وی همچنین در تیم‌های ملی فوتبال زیر ۲۳ سال کره جنوبی و کره جنوبی بازی کرده‌است.